# Oleksij Černyšov
Oleksij Michajlovič Černyšov (ukrajinsky Олексій Михайлович Чернишов; * 4. září 1977 Charkov, Ukrajinská SSR, Sovětský svaz) je ukrajinský podnikatel a politik židovského původu. Od roku 2020 působí jako ministr pro rozvoj obcí a území Ukrajiny ve vládě Denyse Šmyhala. Před nástupem do vládní funkce byl předsedou Kyjevské regionální správy.